# Christos Afroudakis
Christos Afroudakis (em grego:  Χρήστος Αφρουδάκης; Atenas, 23 de maio de 1984) é um jogador de polo aquático grego.

## Carreira
Afroudakis foi medalhista de bronze em duas edições de Campeonatos Mundiais. Representou a Seleção Grega de Polo Aquático em quatro edições de Jogos Olímpicos: 2004, 2008, 2012 e 2016.